# Barkeria fritz-halbingeriana
Barkeria fritz-halbingeriana là một loài thực vật có hoa trong họ Lan. Loài này được Soto Arenas mô tả khoa học đầu tiên năm 1993.